# Ernst Jansz

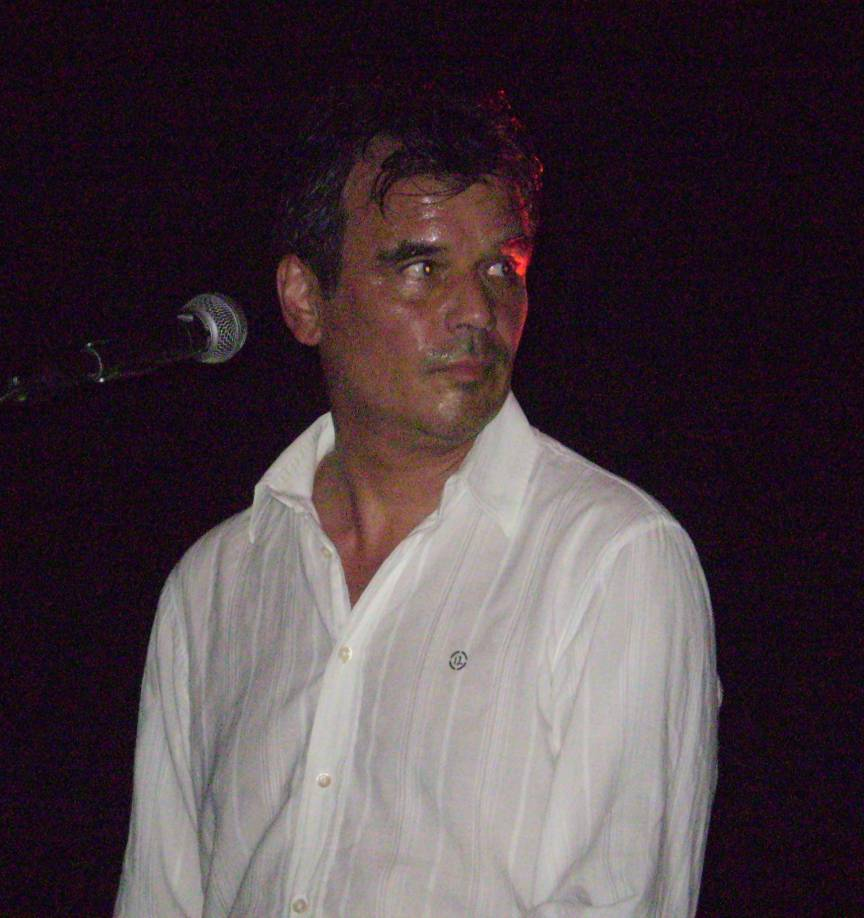
Ernst Jansz tijdens optreden in Delft in 2008

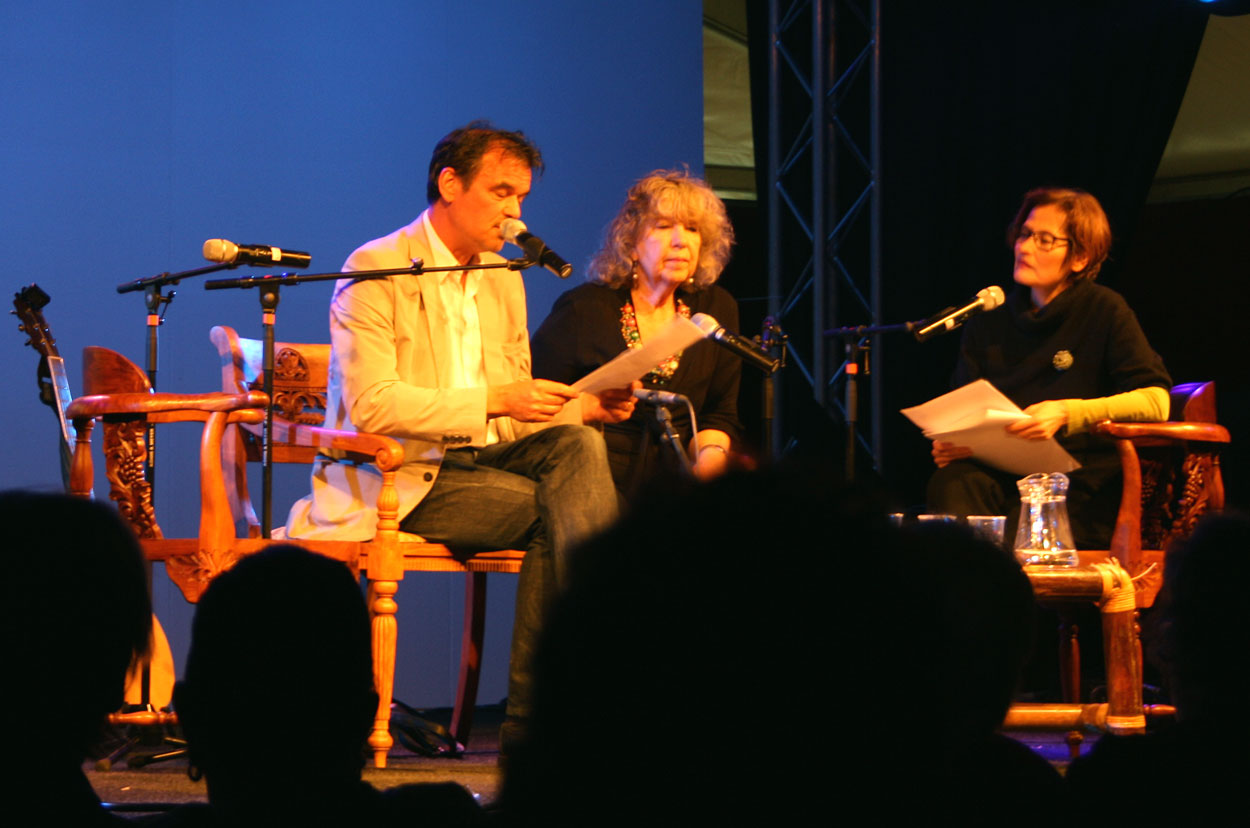
Ernst Jansz (links) tijdens literair symposium in 2011

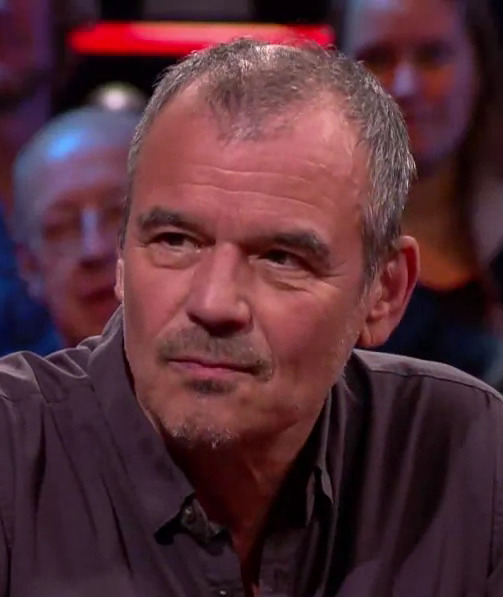
Ernst Jansz tijdens interview bij DWDD in 2017

Ernst Gideon Jansz (Amsterdam, 24 mei 1948) is een Nederlandse muzikant. Hij werd vooral bekend als oprichter, toetsenist en zanger van Doe Maar, maar was ook betrokken bij de bands CCC Inc. en Slumberlandband en speelde in de begeleidingsband van Boudewijn de Groot. Als singer-songwriter bracht hij een aantal soloalbums uit. Naast zijn muziekloopbaan schreef Jansz vier romans en bracht hij een boek uit met vertalingen van teksten van Bob Dylan.

## Biografie
Ernst Jansz groeide op in de Amsterdamse Rivierenbuurt, als zoon van een Indische vader (de verzetsstrijder Rudi Jansz) en een Nederlandse moeder (Johanna ‘Jopie’ Becht). Zijn ouderlijk huis zou hem later inspireren tot een boek en CD met de titel Molenbeekstraat. Na zijn opleiding Gymnasium B op het Montessori Lyceum Amsterdam, studeerde hij Biologie en Scheikunde. Hij koos uiteindelijk voor zijn grootste passie: muziek, waarbij Bob Dylan, The Beatles en Frédéric Chopin tot zijn belangrijkste inspiratiebronnen kunnen worden gerekend. Jansz is in 1997 getrouwd met actrice Jaloe Maat, de moeder van zijn zoon en dochter. In 2017 was Ernst Jansz 50 jaar muzikant.

## Bands
Ernst Jansz was lid van meerdere bands, waarvan twee van de meest legendarische Nederlandse bands, namelijk CCC Inc. en Doe Maar.

### CCC Inc
In 1967 trad hij toe tot de blues-, folk- en skiffle-formatie CCC Inc, huisorkest van Paradiso en de Melkweg. In deze band speelt Jansz wasbord, accordeon, en piano. Hij verruilde Amsterdam voor een boerderij in Neerkant, waar de hele band, inclusief vrouwen en kinderen als een commune samenleefde. In 1974 vielen band en commune uit elkaar. CCC Inc maakt echter nog steeds muziek. In 2007 verscheen een door Ernst Jansz samengestelde cd-box met boek en dvd om het veertigjarig bestaan van de band te markeren.

### Slumberlandband
In 1975 was Jansz medeoprichter van de Slumberlandband, die muziek, theater en licht (vloeistofprojecties) met elkaar verbond en een titelloos album uitbracht. Na het uiteenvallen van deze band ontstonden vervolgens de Rumbones en de Foelsband, die in 1978 uiteindelijk de basis vormden voor Doe Maar. Sinds 1976 begeleidde hij Boudewijn de Groot en dat jaar leerde hij via De Groot Henny Vrienten kennen waarmee de basis werd gelegd voor het latere succes van Ernst en Henny in Doe Maar.

### Doe Maar
Opgericht door Ernst Jansz in 1978, ontwikkelde Doe Maar zich in korte tijd tot het boegbeeld van de Nederlandse popmuziek. OOR's Eerste Nederlandse Pop-Encyclopedie houdt Doe Maar verantwoordelijk voor de volwassenwording van de Nederpop, begin jaren tachtig. Dat is opmerkelijk omdat de 'serieuze' pers in de begintijd geen goed woord over had voor de band. Dat veranderde pas met de jaren. Doe Maar kende verschillende samenstellingen, maar de uiteindelijke klassieke bezetting werd gevormd door Ernst Jansz, Henny Vrienten, Jan Hendriks en drummer René van Collem.
Ernst Jansz en Henny Vrienten waren, met ieder een eigen stijl van songschrijven, de grote tieneridolen. Gillende en flauwvallende meisjes beheersten hun leven. Opmerkelijke nummers van Jansz uit de jaren tachtig waren onder meer: Wees niet bang voor mijn lul, Heroïne, Ruma Saya, Tijd genoeg, Belle Hélène en De bom. Die laatste maakte Jansz alleen in akoestische versie zonder zijn bandleden. Doe Maar scoorde vele hits, maar de roem eiste zijn tol en de band hief zichzelf in 1984 op.
De reünie in 2000 van de inmiddels legendarische band pakte goed uit. Een gevarieerd album (Klaar), zestien uitverkochte concerten in Ahoy, een live-cd en dvd (Hees van Ahoy) kregen een lovende ontvangst en maakten duidelijk dat het publiek Doe Maar nog lang niet was vergeten. In 2008 verraste de band vriend en vijand met twee uitverkochte concerten in de Rotterdamse Kuip.
Op 15 november 2011 maakte Doe Maar tijdens een verrassingsoptreden in het Beauforthuis in Austerlitz bekend, dat de band de hoofdact is voor Symphonica in Rosso op (onder meer) 17 oktober 2012. Samen met het 40-koppig symfonisch orkest Guido's Orchestra speelde Doe Maar al haar nummers in speciale arrangementen. In 2012 verscheen ook de verzamelbox "De doos van Doe Maar", samengesteld door Ernst Jansz.
"De Glad IJs tour" van Doe Maar uit 2013 was een korte terugkeer van de band naar de Nederlandse podia. Tijdens het Nederlands Filmfestival in Utrecht (september 2013) ging "Doe Maar, Dit Is Alles" in première, een openhartige muziekfilm van Patrick Lodiers en Martijn Nijboer. In februari 2013 ontvangt Doe Maar de Edison oeuvreprijs voor hun muzikale prestaties sinds 1978. In 2016 geeft Doe Maar een aantal concerten in de Ziggo Dome in Amsterdam. In 2017 speelt Doe Maar op enkele festivals in Nederland en België.
Eind 2018 vierde Doe Maar haar 40-jarig jubileum met de clubtournee Er verandert NIX.
In april 2021 kondigde Down The Rabbit Hole aan dat Doe Maar in augustus zou optreden op hetzelfde terrein van Walibi Holland in Biddinghuizen waar A Campingflight to Lowlands Paradise zou worden gehouden. Het festival ging echter niet door vanwege maatregelen rond het coronavirus. Een afscheidstournee, die in najaar 2021 van start zou gaan, werd op 22 september van dat jaar definitief geannuleerd wegens ziekte van Vrienten. Vrienten overleed op 25 april 2022.

## Solocarrière
Op muziekgebied bewandelde Jansz vele wegen. Zo begeleidde hij Boudewijn de Groot; schreef hij incidenteel muziek voor film en televisie en produceerde hij albums van collega-muzikanten onder wie Bram Vermeulen. Daarnaast heeft hij een aantal boeken geschreven en verzorgde hij in 2007 de 4 mei-toespraak.

### Gideons Droom
Jansz debuteerde als schrijver in 1983 met Gideons Droom. In dit debuut staat de nawerking van een reis naar het verre oosten centraal en wordt kennisgemaakt met een belangrijke rode draad in zijn werk: zijn in 1965 overleden Indische vader. Voor hem richtte Jansz met De Overkant uit 1985 een literair monument op. Het boek bestaat uit een briefwisseling, een verhaal en een reisverslag. De visie van Jansz’ vader op het Indonesië in wording was niet alleen visionair, maar voor die tijd ook zeer vooruitstrevend en controversieel. Jansz vlecht de bewogen ontstaansgeschiedenis van de nieuwe republiek op kundige wijze in zijn eigen familiegeschiedenis. De vijfde editie van "De Overkant" (2009) is uitgebreid met twee fotokaternen, de liedteksten, een extra reisverhaal, extra noten en woordenlijst en met de gelijknamige cd en dvd. Zijn derde roman, Molenbeekstraat (Een liefdeslied, 1948–1970) uit 2006 kan worden gezien als de kronieken van zijn jeugd in deze Amsterdamse straat.
November 2013 verschijnt een speciale, uitgebreide heruitgave van het debuut van Ernst Jansz met een cd met krontjongversies van zijn mooiste liedjes.

### De Overkant
Zijn cd De Overkant uit 1999 werd alom geprezen.  Het album, gebaseerd op de gelijknamige roman, bevat zestien akoestische nummers, met invloeden uit de Krontjong.

### Molenbeekstraat
Het album Molenbeekstraat uit 2006 kan worden beschouwd als de soundtrack van het gelijknamige boek. Het album bevat veertien melancholische liedjes waarin alle belangrijke thema’s uit Jansz’ werk voorbij komen, zoals: de allereerste liefde, afscheid en verloren onschuld. Met beeldend kunstenaar Shelly Lapré stond hij twee seizoenen lang met Molenbeekstraat in de theaters. Een intieme voorstelling met Jansz op gitaar, piano, fluit en percussie, zingend en vertellend, terwijl Shelly Lapré zijn Indische sprookjes illustreerde met licht en schaduw.

### Dromen van Johanna
Van jongs af aan geïnspireerd door Bob Dylan, vertaalde Jansz in 2008 en 2009 twaalf teksten van Bob Dylan. Aan een goede vriend deed hij in brieven, later gebundeld in een boek, nauwgezet verslag van zijn twijfels, zijn enthousiasme en zijn zoektocht naar achtergrondverhalen. Dit boek kreeg de titel Dromen van Johanna, evenals de gelijknamige cd, de dvd en de theatertournee, waar Jansz wordt begeleid door Guus Paat van het Indisch Muzikanten Collectief. De cd kreeg een Edison-nominatie.
De cd bevat de volgende nummers:
| Titel                         | Origineel                     |
| ----------------------------- | ----------------------------- |
| Corrina Corrina               | Corrina Corrina               |
| Zware Regen                   | A Hard Rain's Gonna fall      |
| Uit Spanje Spaanse Laarzen    | Boots of Spanish Leather      |
| Voor Ramona                   | To Ramona                     |
| De Verlorenstraat             | Desolation Row                |
| Als Een Vrouw                 | Just Like a Woman             |
| Dromen Van Johanna            | Visions of Johanna            |
| Droeve Dame Van Het Laagland  | Sad Eyed Lady of the Lowlands |
| Liefde Min Nul                | Love Minus Zero               |
| Huiswaarts                    | Tomorrow's a long time        |
| Iedere Korrel Zand            | Every Grain of Sand           |
| Het Meisje Van De Rode Rivier | Red River Shore               |

### Dromen van Johanna live
Dromen van Johanna live. Opgenomen in het Beauforthuis, Austerlitz op 14 januari 2011 (cd)
Ernst Jansz doet Bob Dylan. Dromen van Johanna live (dvd, opgenomen in theater de Flint, januari 2012)

### De Neerkant
In het jubileumjaar 2017 verschijnt De Neerkant, Kronieken 1970 - 1980 Boek en 2 cd's.
Zoals alle boeken van Ernst Jansz bevat ook De Neerkant een gelijknamige cd, de soundtrack bij het boek, met 18 voor het overgrote deel nieuwe nummers. Als bonus voor de boekuitgave De Neerkant is exclusief De eerste demo toegevoegd, een cd met 12 Doe Maar-nummers uit 1978 (met Carel Copier, Piet Dekker en Jan Hendriks), waarvan 6 niet eerder op plaat zijn verschenen, en 6 covers uit 1979 van Jamaicaanse reggaenummers.
De cd en de lp van De Neerkant verschenen bij Munich Records.

### Live In Tijden Van Corona en Chopin en andere stukken
In 2021 verschijnen twee albums van Ernst Jansz: Live In Tijden van Corona en Chopin en andere stukken. 
Live In Tijden Van Corona: registratie van 2 livestream concerten zonder publiek, op 29 januari 2021 voor Popdown in De Voorste Vennen, Drunen en op 24 april 2021 in Op Hodenpijl, Schipluiden. De mix is gedaan door Sil Stranders. Ernst Jansz over dit album: “Dit is het mooiste dat ik ooit heb gedaan.”
Ernst Jansz over Chopin en andere stukken: “Toen de Doe Maar tournee in 2020 niet doorging wegens corona en ik speciaal daarvoor juist een nieuw keyboard had aangeschaft, zag ik mijn kans schoon een jeugddroom te verwezenlijken. En het leek mij ook wel interessant: een popmuzikant die nooit op het conservatorium heeft gezeten speelt Chopin op een sample piano. De opnames maakte ik thuis. Ze zijn zeker niet perfect, maar ik ben er enorm trots op.”
Het artwork van beide albums werd verzorgd door Luna Jansz.

### Een liefdeslied
Een liefdeslied uit 2024 is de soundtrack van het gelijknamige boek (In de Knipscheer). Dat vertelt het fenomenale liefdesverhaal van Rudi en Jopie, de ouders van de schrijver. Tijdens het schrijven werden 13 nieuwe liedjes geboren, waarvan sommige op een wonderlijke manier ook op deze tijd lijken te slaan.
Ernst Jansz: “Nu de herfst van mijn leven is ingetreden, nu de wereld in chaos lijkt te verkeren, realiseer ik mij hoe belangrijk liefdesverhalen zijn. Dit ene liefdesverhaal kan ons misschien sterken in onze hoop, in ons hartstochtelijk verlangen dat alles uiteindelijk goedkomt. Dat de wereld, deze prachtige aarde, schoon en in al haar glorie uit deze chaos zal herrijzen. En dat liefde daar wellicht een essentiële rol in speelt.”

## Gezondheid
Tijdens het vorderen van zijn leeftijd kwam steeds meer het oorlogsverleden van zijn vader Rudi Jansz naar voren. Als tweedegeneratieslachtoffer kreeg hij hier steeds nadrukkelijker mee te maken en worstelde hierdoor met zijn gevoelens, die zich uitten in depressies.

## Trivia
Het lied De bom had destijds een negatieve uitwerking op kinderen. Ze zouden er bang voor zijn dat het zou ontploffen. Om deze reden had Kinderen voor Kinderen er in datzelfde jaar een tegenhanger op gemaakt met als titel Brief aan Ernst gericht aan hem.

## Discografie

### Solo-albums
| Album met eventuele hitnotering(en) in de Nederlandse Album Top 100 | Datum van verschijnen | Datum van binnenkomst | Hoogste positie | Aantal weken | Opmerkingen |
| ------------------------------------------------------------------- | --------------------- | --------------------- | --------------- | ------------ | ----------- |
| De overkant                                                         | 1999                  | -                     |                 |              |             |
| Molenbeekstraat                                                     | 2006                  | 09-09-2006            | 99              | 2            |             |
| Dromen van Johanna - Ernst Jansz zingt Bob Dylan, vertaald          | 2010                  | 11-09-2010            | 23              | 10           |             |
| Gideons Droom                                                       | 2013                  |                       |                 |              |             |
| De Neerkant                                                         | 2017                  | 13-10-2017            |                 |              |             |
| Live In Tijden Van Corona                                           | 2021                  |                       |                 |              |             |
| Chopin en andere stukken                                            | 2021                  |                       |                 |              |             |
| Een liefdeslied                                                     | 2024                  |                       |                 |              |             |

### CCC inc.
- 1970 - To Our Grandchildren
- 1971 - Watching The Evening Sun
- 1973 - Castle In Spain
- 1975 - CCC Forever
- 1984 - Van Beusekom
- 1990 - Speed & Intensity
- 2000 - Jan
- 2012 - Jack owned a house (CCC volume XIII 2012)
- 2017 - Verzameld Werk 1967 - 2017. Door Ernst Jansz samengesteld.
- 2017 - Jack Owned Another House

### Slumberlandband
- 1975 - Slumberlandband

### Doe Maar
Studioalbums
- 1979 - Doe Maar
- 1981 - Skunk
- 1982 - Doris Day en andere Stukken
- 1983 - 4us
- 2000 - Klaar
- 2012 - Versies/De Limmen Tapes

Dub-album
- 1982 - Doe De Dub (Dub-versie van 'Doris Day & andere stukken')

Live-albums
- 1983 - Lijf aan lijf
- 1995 - Het Afscheidsconcert (ook video)
- 2000 - Hees van Ahoy (ook dvd)
- 2012 - Doe Maar Symphonica in Rosso (ook dvd)

Verzameld werk
- 2012 - De doos van Doe Maar, samengesteld door Ernst Jansz.

### De Gevestigde Orde
De Gevestigde Orde was een eenmalig project van Stichting Popmuziek Nederland waarbij Joost Belinfante, leden van Doe Maar (maar zonder Henny Vrienten) en Bram Vermeulen & de Toekomst een gelegenheidsformatie vormden.
- 1983 - De Gevestigde Orde (live-lp)

### Rienne Va Plus
Ernst Jansz en Jan Hendriks vormden na het opheffen van Doe Maar een trio met zangeres Rieany (Rienne) Janssen.
- 1990 - Rienne Va Plus
- 1992 - Money Makes Millionaires

### Producer
- 1984 - Drie Heren - Ik Zag Drie Heren...
- 1985 - Blue Murder - La La Love
- 1985 - Claw Boys Claw - Indian Wallpaper
- 1986 - Blue Murder - Talk Talk Talk
- 1986 - Blue Murder - Stalking The Deerpark
- 1991 - Bram Vermeulen - Vriend En Vijand
- 1994 - Bram Vermeulen - Achter Mijn Ogen
- 1995 - Bram Vermeulen - Tijd/Vrije Tijd
- 1997 - Bram Vermeulen - Polonaise
- 1997 - Boudewijn de Groot - Een hele tour: Gent
- 2004 - Boudewijn de Groot - Eiland In De Verte
- 2005 - Boudewijn de Groot - Een Avond in Brussel, cd/dvd
- 2007 - Boudewijn de Groot - Lage Landen Tour, cd/dvd